# Simon Biwott
Simon Biwott (* 3. März 1970 in Eldoret) ist ein ehemaliger kenianischer Marathonläufer.
2000 gewann er den Berlin-Marathon und den Mailand-Marathon. 2001 siegte er zuerst beim Paris-Marathon und wurde dann beim Marathon der Leichtathletik-Weltmeisterschaften 2001 in Edmonton mit nur einer Sekunde Rückstand Zweiter hinter Gezahegne Abera (ETH).
Im Jahr darauf folgte ein Sieg beim Rotterdam-Marathon und ein zweiter Platz beim Berlin-Marathon in seiner persönlichen Bestzeit von 2:06:49.
Eine hartnäckige Verletzung beendete diese Erfolgsbilanz und zwang ihn, Ende 2004 seinen Rücktritt vom Sport zu erklären. Er widmet sich nun einer von ihm gegründeten Schule in seiner Heimatstadt.